# Bethioua (distrito)
Bethioua é um distrito localizado na província de Orã, Argélia, e cuja capital é a cidade de mesmo nome. A população total do distrito era de 51 275 habitantes, em 1998.[carece de fontes?]

## Comunas
O distrito está dividido em três comunas:
- Bethioua
- Mers El Hadjadj
- Aïn Bya